# Jacques Tichelaar
Jacques Tichelaar (Heerenveen, 2 januari 1953) is een Nederlandse bestuurder en politicus. Hij was van 1 mei 2009 tot en met 1 maart 2017 commissaris van de Koningin in de provincie Drenthe. Van 2002 tot 2009 was Tichelaar namens de Partij van de Arbeid lid van de Tweede Kamer der Staten-Generaal, onder meer als fractievoorzitter van zijn partij.

## Loopbaan

### Studie en onderwijsloopbaan
Tichelaar rondde in 1973 een havo-opleiding af in Heerenveen, waarna hij aan de PABO in dezelfde plaats ging studeren. Hij voltooide deze opleiding vervolgens in 1976.
Van 1976 was Tichelaar werkzaam als onderwijzer en adjunct-directeur van een school in Joure en een school in Leeuwarden. Van 1989 tot 1994 was hij algemeen secretaris van de Algemene Bond van Onderwijzend Personeel (ABOP). Van 1994 tot 2002 was hij voorzitter van de Algemene Onderwijsbond (AOb). In 2002 ontving hij een eredoctoraat in bedrijfskunde (business administration) van de Kingston University in Londen.

### Tweede Kamer
Bij de Tweede Kamerverkiezingen 2002 werd Tichelaar gekozen in het parlement. Hij hield zich bezig met onderwijs (beroepsonderwijs en hoger onderwijs) en landbouw, natuurbeheer en visserij. Tevens was hij voorzitter van de vaste commissie voor Financiën.
Begin 2005 kwam Tichelaar in het nieuws toen hij telefonisch en thuis bedreigd werd door een streekgenoot. Een 48-jarige man probeerde een nadelige uitspraak van de Hoge Raad onder de aandacht van verantwoordelijk minister Piet Hein Donner en de media te krijgen. Tichelaar moest hem daarbij helpen.
Tijdens de kabinetsformatie Nederland 2006-2007 was Tichelaar secondant van Wouter Bos. Vanaf 3 januari 2007 was hij aanwezig bij de 'geheime' besprekingen op het landgoed Lauswolt in het Friese Beetsterzwaag. Nadat de onderhandelingen in een regeerakkoord hadden geresulteerd, werd Tichelaar gekozen tot fractievoorzitter van zijn partij in de Tweede Kamer. In een verkiezing onder de Kamerleden van de PvdA versloeg hij Aleid Wolfsen en Hans Spekman. In deze functie kwam hij niet goed uit de verf. Zijn pleidooi bij de Algemene beschouwingen van 2007 voor reparatie van de koopkracht van middeninkomens werd door collega-politici weggehoond omdat hij had nagelaten een financiële onderbouwing voor het plan te leveren. Ook sprak hij in een interview de vrees uit dat de positie van partijleider Bos zou kunnen gaan wankelen, wat hem door zijn partij niet in dank werd afgenomen.
Nadat er in januari 2008 hartklachten werden geconstateerd bij Tichelaar en hij een zevenvoudige bypassoperatie moest ondergaan, was hij langdurig wegens revalidatie afwezig in de Kamer. Aanvankelijk was het de bedoeling dat Tichelaar terug zou komen als fractievoorzitter, maar op 16 april 2008 meldde hij dat hij besloten had deze functie neer te leggen. Tichelaar keerde in juni 2008 terug als Kamerlid. Hij werd als fractievoorzitter opgevolgd door Mariëtte Hamer, die hem tijdens zijn ziekte al verving.

### Commissaris van de Koning
Op 14 mei 2009 werd Tichelaar geïnstalleerd als commissaris van de Koningin in de provincie Drenthe, als opvolger van zijn in september 2008 overleden partijgenoot Relus ter Beek. Gedeputeerde Anneke Haarsma was in de tussentijd waarnemend CvdK. Voor deze functie verliet hij tussentijds de Tweede Kamer, waar hij werd opgevolgd door Patricia Linhard.
Tichelaar kwam als CvdK zowel in 2013 als in 2017 in politieke problemen omdat hij zich mengde in kwesties waar zijn familieleden bij betrokken waren. In 2013 bemiddelde hij in een conflict tussen de gemeente Coevorden en zijn zwager. In 2017 bleek dat hij in 2015 direct betrokken was bij een opdrachtgunning aan een schoonzus. Het bleek dat hij herhaalde malen over deze kwestie had gelogen. Tijdens een debat op 1 maart 2017 over de tweede kwestie maakte hij bekend per direct af te treden.
- Gemeinsame Normdatei: 1197730702
- International Standard Name Identifier: 0000 0003 8711 3851
- Nederlandse Thesaurus van Auteursnamen: 195306805
- Parlement.com: vg9fgopui8zj
- Virtual International Authority File: 280026432